# Muara Dua (Kampung Melayu)
Muara Dua is een bestuurslaag in het regentschap Bengkulu van de provincie Bengkulu, Indonesië. Muara Dua telt 1682 inwoners (volkstelling 2010).